# Toa Halafihi
Toa Halafihi (Gisborne, 27 novembre 1993) è un rugbista neozelandese che rappresenta l'Italia nel rugby a XV in ambito internazionale.
Milita dal 2025 nel Petrarca nel ruolo di terza linea ala.

## Biografia
Nato e cresciuto a Gisborne, nell'Isola del Nord, da famiglia di origine figiana iniziò a giocare a rugby nella locale scuola superiore e successivamente esordì a livello provinciale nell'Heartland Championship 2012 con Poverty Bay; nel 2014 fu a Taranaki, con cui si laureò campione nazionale interprovinciale.
Messo sotto contratto per la stagione 2017 di Super Rugby da parte della franchise di Wellington dell'Hurricanes, rinunciò all'opzione del secondo anno per scarso utilizzo e decise di trasferirsi in Francia al Lione dal quale, dopo una sola stagione, passò in Italia al Benetton, con cui nel 2021 si è aggiudicato il primo trofeo extradomestico del club, la Pro14 Rainbow Cup.
Nel 2022, dopo tre anni di residenza, ha guadagnato l'idoneità a rappresentare l'Italia in ambito internazionale e ha debuttato in maglia azzurra nel corso del Sei Nazioni di quell'anno a Saint-Denis contro la Francia.
Un anno più tardi ha fatto parte della lista dei convocati per la squadra italiana alla Coppa del Mondo 2023 in Francia.

## Palmarès
- Pro14 Rainbow Cup: 1
Benetton: 2021
- National Provincial Championship: 1
Taranaki: 2014